# ジャン＝ジャック・ベネックス
ジャン＝ジャック・ベネックス（Jean-Jacques Beineix, 1946年10月8日 - 2022年1月13日 ）は、フランスの映画監督・脚本家。パリ出身。

## 略歴

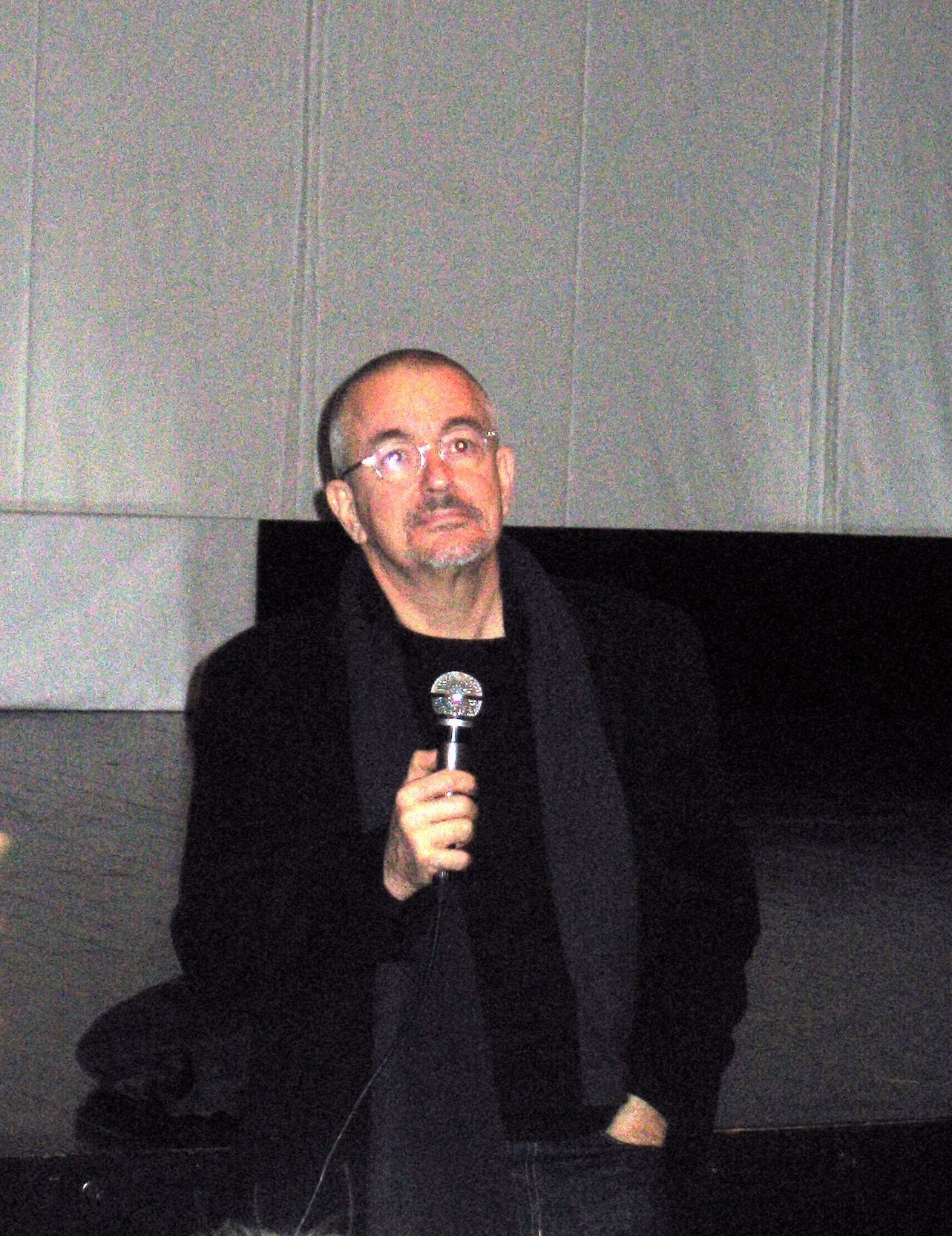
2006年11月

1964年から1967年までの間、ジャン・ベッケルのテレビドラマ『Les Saintes Chéries』のアシスタントを務め、キャリアをスタートさせる。その後、1970年にはクロード・ベリ、1971年にクロード・ジディのアシスタントを務める。
1977年に短編『ミッシェル氏の犬』を制作し、映画監督としてデビュー。本作はトルヴィユ映画祭でグランプリを獲得する。
1981年、初の長編作品『ディーバ』を監督。翌年のセザール賞で新人作品賞、撮影賞、音楽賞、録音賞の4部門を受賞し、鮮烈なデビューを飾る。ベネックスは同年代にデビューしたリュック・ベッソン、レオス・カラックスとともに「恐るべき子供たち」（ジャン・コクトーの同名小説と映画からの命名）「BBC」 と呼ばれ、ヌーヴェル・ヴァーグ以後のフランス映画界に「新しい波」をもたらした。日本でも「ニュー・フレンチ・アクション・シネマ」として紹介され、現在でも製作30周年の2011年にDVDが再発売されるなど、カルト的な人気を誇っている。
1982年には自身の自由な芸術表現を守るため、制作プロダクション「カルゴ・フィルム」を設立。以来、ベネックスはカルゴ・フィルムで制作される全作品の製作総指揮者を務める。カルゴ・フィルムは長編フィクション映画、ドキュメンタリー（劇場用、テレビ用）の制作会社で、取り扱われるテーマは科学から芸術、女性の権利など社会的テーマまで及ぶ幅広い範囲に及び、これらの作品の製作を通してフランス国立宇宙研究センター（CNES）や、フランス国立科学研究センター（CNRS）などの機関とのコラボレーションが生まれた。
1983年にジェラール・ドパルデューとナスターシャ・キンスキーを迎えてデイビッド・グーディスの小説『The Moon in the Gutter』を映画化した『溝の中の月』は、第36回カンヌ国際映画祭のコンペティション部門で上映された。この作品は、前作以上に徹底された耽美的な映像世界と難解と評されたストーリー展開に批評家やファンの間であまり高い評価を得られなかった。
1986年にはベアトリス・ダルとジャン＝ユーグ・アングラードを主演に『ベティ・ブルー』を監督。刹那的に激しく愛し合う男女を大胆に描いた本作は話題を呼び、世界中で公開されるとともに、アカデミー外国語映画賞にノミネートされるなど高く評価され、現在ではベネックスの代表作として知られている。また、この作品は「カルゴ・フィルム」が初めて製作した長編映画である。
その後、1989年に『ロザリンとライオン』、1992年にイヴ・モンタンの遺作となった『IP5/愛を探す旅人たち』、2001年には再びジャン＝ユーグ・アングラードを主演に迎えた『青い夢の女』といった作品を監督している。
長く闘病生活を送っていたが、2022年1月14日、同月13日にパリの自宅にて死去したと家族が公表した。75歳没。

## 主な監督作品

### 長編作品
- ディーバ Diva (1981)
- 溝の中の月 La lune dans le caniveau (1983)
- ベティ・ブルー 37°2 le matin (1986)
- ロザリンとライオン Roselyne et les lions (1989)
- IP5/愛を探す旅人たち IP5: L'île aux pachydermes (1992)
- 青い夢の女 Mortel transfert (2001)

### 短編作品
- ミッシェル氏の犬 Le Chien de M. Michel (1977)

### ドキュメンタリー
- ルーマニアの子供達 Les Enfants de Roumanie (1992)
- おたく Otaku : fils de l'empire virtuel  (1993)
- シネコンのないクッリシー広場 Place Clichy sans complexe (1994)
- 潜水服と蝶 Assigné à résidence (1997)
- ロフトパラドックス Loft Paradoxe (2002)

## 主な制作作品
- 2枚目の絵の謎 L'énigme du deuxième tableau ミュリエル・エデルシュタイン監督（2007 フランス国内放映）
- ビリー・ザ・キッドへのレクイエム Requiem for Billy the Kid アンヌ・フェインシルベール監督（2007年フランス国内上映）
- アレ ヤラ!　Allez Yallah! ジャン=ピエール・トルン監督（2006 フランス国内上映）
- コスミックコネクション　CosmicConnexionアンヌ・ジャフル&マリー・キュイス監督（2006 フランス国内放映）